# Balogh Tamás (színművész)
Balogh Tamás (Debrecen, 1944. november 19. – Zalaegerszeg, 2019. október 2.) magyar színész, a Hevesi Sándor Színház örökös tagja.

## Életpályája
Önmagáról nyilatkozta korábban: 

„1944. november 19-én születtem – hivatalosan Debrecenben - egyébként egy Nyírmihálydi nevű kis faluban, ahová anyám és nagyanyám a bombázások elől menekültek. Később - immár mind a hárman - visszaköltöztünk Debrecenbe.”

 Gyermekszínészként lépett először színpadra. 

„...1949-ben Képes Géza - Szabó Emil: Az Égigérő fa című meseoperában Cickom, a bakarasznyi ember szerepében, ezután 1950-ben álltam először a debreceni Csokonai Színház színpadára egy szovjet szerző Furulyácska, csuprocska című meseoperájának főszerepében. 1957-ben gyerekszereplőként játszottam Gárdonyi Géza: A Lámpás című színművében  Zöld Marci szerepét Thúróczy György rendezésében, majd a következő évadban Doroghy Sanyika szerepét kaptam  Móricz Zsigmond: Légy jó mindhalálig című darabjában, melyben hatalmas színészek játszottak...Latinovits Zoltán (Török úr), Andaházy Margit (Nyilas Misi), Harkányi Endre (Böszörményi), hogy csak néhányukat említsem. Az előadást egyébként Berényi Gábor rendezte, a színház akkori főrendezője."”

A debreceni Kodály Zoltán zeneiskolában, majd Zeneművészeti szakiskolában végzett. Több hangszeren játszott. Magániskolában balettet tanult. 1963-ban a debreceni Fazekas Mihály Gimnáziumban érettségizett.
1968-ban népművelő-könyvtáros szakon diplomázott Debrecenben. 

„Táncosként kerültem vissza a deszkákra, többek között  Gounod: Faust című operájának balett-betétjében faun voltam.”

 Főiskolás évei  alatt a József Attila Irodalmi Színpad tagja, majd  két évig vezetője volt. Cserhalmi György, Uri István és Mohai Gábor is itt kezdték pályájukat. Népművelőként Csepelen és Balassagyarmaton vezetett amatőr társulatot,  majd szerkesztő gyakornokként és asszisztensként a Magyar Televízióban dolgozott. (Közművelődési Főszerkesztőség, Drámai-Irodalmi osztály). 

„Életem során voltam még sztriptízkoreográfus, reklámfőnök, ásatási segédmunkás, segédrestaurátor és könyvtáros... - nyilatkozta korábban.”

1975-ben Ascher Tamás hívására a kaposvári Csiky Gergely Színházhoz szerződött. 1979-től a kecskeméti Katona József Színház társulatának volt tagja. 1983 és 1987 között a Veszprémi Petőfi Színház színésze. 1987-től a zalaegerszegi Hevesi Sándor Színház színművésze, örökös tagja. 2019-ben hunyt el.

## Fontosabb színházi szerepei
- Barabás Tibor – Darvas Szilárd – Gádor Béla – Kerekes János: Állami áruház... villamoskalauz
- Euripidész: Bacchánsnők... I. pásztor
- William Shakespeare: Troilus és Cressida... Diomedes
- William Shakespeare: Szentivánéji álom... Zuboly
- William Shakespeare: Szeget szeggel... Lucio
- William Shakespeare: Ahogy tetszik... Frigyes, száműzött herceg
- William Shakespeare: Macbeth... Duncan
- William Shakespeare: Sok hűhó semmiért... Galagonya
- William Shakespeare: Lear király... Lear
- William Shakespeare: III. Richárd... IV. Edwárd, Richárd bátyja
- William Shakespeare: Vízkereszt, vagy bánom is én... Feste, tréfamester Oliviánál
- William Shakespeare: Makrancos hölgy, avagy a személyiség megzabolázása... Baptista Minola
- William Shakespeare: A windsori víg nők... Evans, walesi pap
- Tolnai Ottó: Végeladás... borbély
- Csiki László: Nagypapa látni akar benneteket... a férfi
- Móricz Zsigmond: Úri muri... Borbíró Gergely; Mákos Bácsi
- Móricz Zsigmond – Kocsák Tibor – Miklós Tibor: : Légy jó mindhalálig... Pósalaky, öreg vak úr
- Friedrich Schiller: Ármány és szerelem... Wurm kancellár
- Szakonyi Károly: Hongkongi paróka... Krecskai Géza
- Sütő András: Anyám könnyű álmot ígér... Jóska
- Sütő András: Advent a Hargitán... Bódi Vencel
- Mihail Afanaszjevics Bulgakov: Iván a rettentő... Rettegett Iván cár és Bunsa házmester
- Déry Tibor – Presser Gábor – Adamis Anna – Pós Sándor: Képzelt riport egy amerikai popfesztiválról... A riporter
- Heltai Jenő: A szépek szépe... Abu Mabu. a varázsló
- Lengyel Menyhért: A nagy fejedelem... A levéltáros
- Viktor Szergejevics Rozov – Ivan Alekszandrovics Goncsarov: Hétköznapi történet... hivatalfőnök
- Csokonai Vitéz Mihály: Karnyóné... Samuka
- Hevesi Sándor: Császár és komédiás... Crispus
- Alekszandr Iszajevics Szolzsenyicin: A kopasz és a lágerkurva avagy /A munka köztársasága/... Borisz Kukocs mérnök
- Kiss Irén: Mayerlingi fondorlatok... Rudolf trónörökös
- Molière: Tartuffe... Cleante
- Molière: A nők iskolája... Arnolphe (de La Souche)
- Tersánszky Józsi Jenő: Kakuk Marci... Bojnyik
- Pozsgai Zsolt: Horatio... Horario
- Victor Hugo – Tömöry Péter – Kemény Gábor: A notre-dame-i toronyőr... Clopin, Zsiványország császára
- Johann Wolfgang von Goethe: Egmont... Gomez
- Carlo Goldoni: Két úr szolgája... Pantalone de Bisognosi
- Carlo Goldoni: Mirandolina... Albafiorita, gróf
- Thomas Mann: Mario és a varázsó... Angiolieri úr
- John Steinbeck: Egerek és emberek... Slim
- Nyikolaj Vasziljevics Gogol – Rolf P. Parchwitz: A revizor... Vadbőgéssy-Susenhoff Anton, polgármester; Pjotr Ivanovics Bobcsinszkij
- Arthur Miller: Alku... Victor Franz
- Klaus Mann – Ariane Mnouchkine: Mefisto... Theophil Sarder
- Peter Shaffer: Jonadáb... Jonadáb, Dávid király unokaöccse
- Tankred Dorst: Fernando Krapp... Fernando Krapp
- Makszim Gorkij: Idelenn (Éjjeli menedékhely)... Bubi
- Sanja Marinkovič: Glória... Ricardo Kozlovic (Floki Fléche)
- Horace McCoy: Kalifornia Blues... Rocky
- Dale Wassermann – Mitch Leigh: La Mancha lovagja... Dr. Carrasco (a herceg)
- Ken Kesey – Dale Wassermann: Kakukkfészek... Cheswick
- Aldous Huxley: A Mona Lisa mosoly (Tea rózsával)... Dr. James Libbard
- Reginald Rose: Tizenkét dühös ember... 1. esküdt (Elnök)
- Molnár Ferenc – Kocsák Tibor – Miklós Tibor: A vörös malom... A Magister
- Molnár Ferenc: A Pál utcai fiúk... Rácz tanár úr
- Székely János: Caligula helytartója... II. Barakiás, a jeruzsálemi templom főpapja, az egyháztanács elnöke
- Barta Lajos: Szerelem... Kocsárd, temetkezési vállalkozó
- Vámos Miklós: Főmozi... Rezső
- Alan Jay Lerner: My Fair Lady... Alfred Doolittle
- Forgách András: Pincérek és színésznők... Pincér
- Forgách András: Holdvilág és utasa... Mihály Apja
- Zerkovitz Béla – Szilágyi László: Csókos asszony... Kubanek, hentes
- Jean Anouilh: Eurüdike... Orpheusz apja
- Dobozy Imre: Tizedes meg a többiek... Albert
- Dobozy Imre – Ránki György – Garai Gábor – Vajda Anikó – Vajda Katalin: Villa Negra... Csordás
- Nagy Ignác: Tisztújítás... Farkasfalvy, alispán
- Alex Koenigsmark: Agyő, kedvesem!... Házmester
- Zágon István – Nóti Károly – Eisemann Mihály: Hippolyt, a lakáj... Hippolyt
- Friedrich Schiller: Az orleansi szűz... Orleansi tanácsúr
- Várkonyi Mátyás: Ifipark... Öreg Jampi, Stahl
- Kálmán Imre: Marica grófnő... Populescu Dragomir Móric herceg
- Friedrich Dürrenmatt: Az öreg hölgy látogatása... Első polgár
- Madách Imre: Az ember tragédiája... A barát, egy árus
- Luigi Pirandello: Így van, ha így tetszik... Agazzi, polgármester
- Henrik Ibsen: A fiatalok szövetsége... Daniel Heire
- Háy János: A Gézagyerek... Szomszéd férfi, Rózsika korosztálya
- Ivan Kusan: Galóca... Jurij Ardonjak, nagybirtokos
- Huszka Jenő – Szilágyi László: Mária főhadnagy... Biccentő
- Georges Feydeau: A hülyéje... Pinchard
- Szigligeti Ede: Liliomfi... Schwartz (fogadós Pestről)
- Szirmai Albert – Bakonyi Károly – Gábor Andor: Mágnás Miska... Korláthy gróf
- Gotthold Ephraim Lessing: Bölcs Náthán... A jeruzsálemi Pátriárka
- Richard Rodgers – Oscar Hammerstein – Howard Lindsay – Russel Crouse: A muzsika hangja... Von Schreiber admirális
- Pierre-Augustin Caron de Beaumarchais: Figaro házassága... Don Gusmán, bíró
- Balogh Elemér – Kerényi Imre – Rossa László: Csíksomlyói passió... Júdás, Öreg pásztor, Zsidó ember
- Ray Cooney: A miniszter félrelép... A főpincér
- Tasnádi István: Közellenség... Luther Márton
- Tamási Áron: Csalóka szivárvány... Samu bácsi
- Szabó Magda: Az ajtó... Orvos
- Sánta Ferenc: Az ötödik pecsét... Kovács, asztalos
- Bertolt Brecht: A szecsuáni jólélek... Su Fu, borbély
- Agatha Christie: ...És már senki sem!... John Gordon Mackenzie
- Karinthy Frigyes – Szakonyi Károly: Tanár úr kérem... Schwicker tanár úr
- Sütő András: Advent a Hargitán... Bódi Vencel

## Filmek, tv
- A kis nyelvmester (1973)
- Napló - Radnóti Miklós (1975)
- Segesvár (1976)
- A kétfenekű dob (1978)
- Az örök Don Juan I-II. (1979)...De La Motte, gróf
- Tíz év múlva (1979)...Tamás, rendező
- Gyalogbéka (sorozat) (1985)...Tanár
- Oscar Wilde: Salome (1988)...I. katona
- Boldog ünnepeink (1991)
- A nagy fejedelem (1997)...Csortvay
- Ábel Amerikában (1998)...Fux úr
- Kisváros (sorozat) Titkos gulyás című rész (1998)
- Komédiások (sorozat, 2000)
- Linda (sorozat) A piros dáma című rész (2001)
- Előre! (2002)...csónakház gondnoka
- A Hídember (2002)...Cziráky Antal
- Telitalálat (2003)...Pap
- Szabó Magda: Az ajtó (színházi előadás tv-felvétele) (2006)
- Tasnádi István: Közellenség (színházi előadás tv-felvétele) (2015)
- Sánta Ferenc: Az ötödik pecsét (színházi előadás tv-felvétele) (2016)
- Székely János: Caligula helytartója (színházi előadás tv-felvétele) (2018)
- Sütő András: Advent a Hargitán (színházi előadás tv-felvétele) (2019)

## Díjak, elismerések
- Legjobb férfi epizódszereplő díja (XI. Országos Színházi Találkozó, 1992)
- Nívódíjak (2011; 2015)
- Forgács-gyűrű (2015)
- Legjobb férfi főszereplő díja (Vidéki Színházak Fesztiválja, 2018)